# Il Pigmalione
Il Pigmalione és una òpera en un acte de Gaetano Donizetti, amb llibret d'Antonio Simeone Sografi, basat en Les Metamorfosis d'Ovidi. S'estrenà al Teatro Donizetti de Bèrgam el 13 d'octubre de 1960.
És la primera òpera de Donizzetti i es creu que no es va estrenar fins al 1960, quan es va realitzar al XVII Festival delle novità al Teatro Donizetti, a la ciutat natal del compositor de Bèrgam, Itàlia.